# صامويل نليند
صامويل نليند (بالفرنسية: Samuel Nlend)‏ هو لاعب كرة قدم من إفريقيا الوسطى في مركز الهجوم، ولد في 15 مارس 1995 في دوالا في الكاميرون لعب سابقاً في نادي بيشة السعودي.

## وصلات خارجية
- صامويل نليند على موقع قاعدة بيانات كرة القدم.إي يو (الإنجليزية)
- صامويل نليند على موقع ناشيونال فوتبول تيمز (الإنجليزية)
- صامويل نليند على موقع Soccerway.com (الإنجليزية)